# 949 هـ
949 هـ هي سنة في التقويم الهجري امتدت مقابلةً في التقويم الميلادي بين سنتي 1542 و1543.

## مواليد
- محب الدين الحموي

## وفيات
- علي الخواص
- محمد بن يوسف الطبيب الهروي